# Argemone subalpina
Argemone subalpina là một loài thực vật có hoa trong họ Anh túc. Loài này được A.McDonald mô tả khoa học đầu tiên năm 1991.